# 2016年7月中國大陸

## 7月1日
- 中国共产党成立95周年纪念大会在北京人民大会堂举行。[1][2][3]
- 国台办主任张志军在出席“第二届两岸大学生创客营”开营仪式现场接受媒体采访时，就台湾军方飞弹误射事件作出回应[4][5]。
- 香港特区政府和社会各界七月一日举行一系列活动，庆祝香港回归祖国19周年[6][7]。
- 资源税改革7月1日起全面推开，这标志着始于2010年的资源税改革全面落地[8][9]。

## 7月2日
- 陳寶生任教育部部長王儒林、羅志軍、強衛赴全國人大任職。下午，在人民大會堂，領誓人、新任命的教育部部長陳寶生手撫憲法，宣讀誓詞。新任命的全國人大內務司法委員會副主任委員強衛、環境與資源保護委員會副主任委員羅志軍、農業與農村委員會副主任委員王儒林跟誦誓詞。[10]

## 7月3日
- 世界最大单口径射电望远镜FAST主体工程完工。[11]“观天巨眼” FAST选址贵州大窝凼[12]。
- 中华人民共和国第十三届全国运动会会徽与吉祥物正式亮相。第十三届全运会会徽由书法字“津”“13”“张开双臂的人形”和“海河”等元素构成，呈“火炬”造型，取名为“奔向未来”。吉祥物取名为“津娃”[13]。

## 7月4日
- 全国国有企业改革座谈会在京召开[14]，国务院总理李克强主持会议。习近平强调，国有企业是壮大国家综合实力、保障人民共同利益的重要力量[15]。

## 7月5日
- 上午，中华人民共和国国务院总理李克强飞赴安徽阜阳濛洼蓄洪区、湖南岳阳察看防汛[16][17][18][19]。国务院副总理汪洋、国务委员杨晶陪同[20][21]。
- 据英国广播公司(BBC)报道，希腊政府最终确认同意将该国最大港口比雷埃夫斯港的67%股份卖给中国的中远集团。正在北京访问的希腊总理齐普拉斯确认了这一消息，并表示要以此证明 “希腊信心饱满地进入新篇章”。他希望这笔交易能促进希腊和中国之间更多的金融合作。他说：“这是一笔双方互利的交易，并将帮助更多中国企业前来希腊，令希腊经济受益。”中国总理李克强同时表示，中国要帮助希腊在欧洲变强。[22]在“一带一路”绵长的路线图中，希腊最大港口比港地理位置优越，它既是“21世纪海上丝绸之路”进入欧洲后的大港，也可以通过中欧陆海快线与丝绸之路经济带连接起来。近十年来，通过中远海运集团的参与，比港正成为“一带一路”上的一颗明珠，熠熠生辉。[23]
- 被视为前中共总书记胡锦涛的心腹，原中共中央办公厅主任令计划因受贿、非法获取国家秘密和滥用职权罪，被天津市第一中级人民法院判处无期徒刑，剥夺政治权利终身并没收个人全部财产[24][25][26]。
- 中国国家副主席李源潮被指因本人和家人所涉及的问题而需要接受调查，更有消息指其将于1到2个月内被正式立案。[27]消息指李源潮被查是因为与同属团派的原中共中央办公厅主任令计划结盟，意图拉习近平和李克强落马，由令计划出任总书记，李源潮升任总理，以“令李体制”取代“习李体制”。[28]

## 7月6日
- 中华人民共和国副主席李源潮会见肯尼亚副总统鲁托[29]。

## 7月7日
- 国家主席习近平在钓鱼台国宾馆会见联合国秘书长潘基文[30]。

## 7月8日
- 中共中央总书记习近平上午在京主持召开经济形势专家座谈会，就当前经济形势和经济工作听取专家学者意见和建议，并发表了重要讲话[31]。
- 中华人民共和国外交部部长王毅对斯里兰卡进行正式访问[32]。

## 7月9日
- 今年第1号台风尼伯特致福建9人死亡18人失踪。[33]
- 孕妇受传唤8小时后流产，公安局被判赔233.1元。[34]

## 7月10日
- 中国赴南苏丹维和步兵营1辆装甲车在南苏丹联合国营地执行难民营警戒任务时被一发流弹击中，造成中国维和人员2人牺牲、2人重伤、3人轻伤。事件发生后，联合国安理会立即发表媒体声明，就南苏丹首都朱巴冲突升级造成中国维和人员牺牲和受伤，向中国维和人员家人表示深切同情和哀悼[35][36]。
- 空军原政委田修思被查，系徐才厚郭伯雄后第3位被查上将。[37]
- 晚上10点40分左右，内蒙古通辽市科尔沁区施介派出所副所长包占全在派出所门前遭枪击身亡。据当地消息，犯罪嫌疑人杜文杰为科尔沁区科尔沁派出所民警，案发之后潜逃，当地全城追凶，并于11日凌晨将杜文杰抓获，涉案枪支也已追回[38]。

## 7月11日
- 外交部发言人陆慷主持例行记者会。问：美国务院发言人柯比日前就所谓中国抓捕“维权律师”事件一周年发表声明。请问中方对此有何评论？答：美方对中国司法机关正常办案说三道四，本身就有违法治精神，更是对中国内政和司法主权的公然干涉。这么多年实践已经证明，美方借所谓人权问题干涉中国内政、扰乱中国 不可能得逞。[39]
- 近日，中共中央宣传部、中央文明办、民政部、教育部、财政部、全国总工会、共青团中央和全国妇联印发《关于支持和发展志愿服务组织的意见》。[40]
- ARJ21首航“比预定时间晚了10年。继6月28日完成首次载客商业航线运营后，英国伦敦当地时间7月11日，在伦敦市汉普郡举行的第50届范堡罗国际航空航天展览会（以下简称“范堡罗航展”）上，中国商飞公司斩获90架ARJ21购机订单。其中，中国飞机租赁将购买60架ARJ21-700系列飞机，作为飞机出租人，支持富泰资产旗下印度尼西亚航空公司筹建ARJ21机队。至此，ARJ21-700飞机用户达到18家，订单总数累计达到308架。[41]

## 7月12日
- 国家主席习近平在钓鱼台国宾馆会见来华出席第十八次中国欧盟领导人会晤的欧洲理事会主席图斯克和欧盟委员会主席容克。习近平指出，中国欧盟构建和平、增长、改革、文明四大伙伴关系的共识正在落地生根[42][43]。

## 7月13日
- 国务院新闻办公室发表《中国坚持通过谈判解决中国与菲律宾在南海的有关争议》白皮书[44]。
- 8时30分、8时40分，中国政府征用的南方航空公司、海南航空公司两架民航客机先后从海口美兰国际机场起飞，经过近2个小时的飞行，分别于10时29分、10时28分在美济礁机场和渚碧礁机场平稳着陆并于当日下午返回海口，试飞成功[45][46]。
- 7月13日至16日，中华人民共和国国务院总理李克强对蒙古国进行正式访问，并出席在蒙古国首都乌兰巴托举行的第十一届亚欧首脑会议[47][48]。

## 7月15日
- 在土耳其伊斯坦布尔举行的联合国教科文组织世界遗产委员会第四十届会议上，中国左江花山岩画文化景观顺利列入世界遗产名录[49]。
- 電影導演赵薇执导的新片《没有别的爱》宣布撤换男主角。声明称当初起用臺灣演員戴立忍，未做政治背景深入调查，后遭网友谴责，赵薇和全部投资方还表示“坚决维护祖国统一”[50]。

## 7月16日
- 上午，中华人民共和国国务院总理李克强在乌兰巴托出席第十一届亚欧首脑会议非正式会议，就国际和地区问题同与会领导人交换意见[51]。下午离开蒙古国首都乌兰巴托返京。离开乌兰巴托时，蒙古国外长普日布苏伦、中国驻蒙古国大使邢海明等到机场送行[52]。

## 7月17日
- 第十五届环青海湖国际公路自行车赛正式开赛。正式比赛从17日开始至30日结束，在青海、甘肃、宁夏三省（区）举行，全程总距离3631公里[53]。
- 人民日报海外版微信公众号“侠客岛”发文评赵薇事件，文章名为《小燕子，他们说你爸是皇上》，作者司徒格子认为，民族主义神经曾指挥者热血青年上街砸日本车和车里的同胞，抵制某货和用某货的所有人，用最粗鄙的语言宣泄最不容置疑的正义感，只要看法相左，便是敌人。这一次也是以抵制外敌人入侵的名义，抵制同胞。[54]自媒体作者“瘪犊子曰”突然在其微博上发文，他此前所写的《赵薇删帖激怒共青团中央，背后力量何许人也》一文中，“确有有待证明以及斟酌的地方”，“缺乏严谨的调研，就在文中将删帖事件与赵薇女士乃至其他力量关联起来，引起网友误读误解。”因此“严正声明”，要求已转载其前文者“必须立即删除”，不要再继续转载。“瘪犊子曰”在公告最后表白称，“如果我的文章让赵薇女士和电影《没有别的爱》蒙受不白之冤的话，我在此郑重表示道歉”。[55]
- 国家网信办部署调查“百度夜间推广赌博网站事件”。[56]

## 7月18日
- 杭州一名物流工人近日带着自己的五项数学发现登上了浙江大学数学系的讲台，与教授和博士生们“同堂论道”，引来不少网友的关注和称赞。[57]与Will Hunting神相似的余建春日前在中国引起群众广泛关注和敬畏，他的新算法同时得到了国际学术界的普遍赞赏。密苏里大学数学家William Banks告诉CNN ，这种算法一经确认，即可成为卡迈克尔数领域的一大重要发现。四处打工的河南小伙余建春每到一个新城市便去探访当地的大学，以求证他的数学算法是否正确。在过去的八年间，他曾向一些中国杰出数学家发送邮件，并附上自己对卡迈克尔数的解答方法，但从未得到回复。直到浙江大学数学教授蔡天新与他取得联系，并邀请他来到研讨会现场演示运用新算法解答四道数学题。蔡教授目前正计划将余的卡迈克尔数相关理论发表出版。他表示，这种新算法极具想像力，余从未接受过任何有关数论的系统训练或高等数学课程，一切都源自他对数字的敏感和天赋。[58][59][60]

## 7月19日
- 中国共产党中央委员会总书记习近平参观银川新城清真寺，说：“我国的各民族和宗教是在5000多年的文明史中孕育发展起来的，只有落地生根才能生生不息。中华民族的能量积蓄得太久了，要爆发出来去实现伟大中国梦”。[61]

## 7月22日
- 上午，中华人民共和国国务院总理李克强在钓鱼台芳华苑同世界银行行长金墉、国际货币基金组织总裁拉加德、世界贸易组织总干事阿泽维多、国际劳工组织总干事赖德、经济合作与发展组织秘书长古里亚、金融稳定理事会主席卡尼举行“1+6”圆桌对话会，围绕“全球经济形势和挑战”与“中国经济转型中的增长新动能”深入讨论[62]。
- 下午，中共中央总书记习近平主持召开中央全面深化改革领导小组第二十六次会议并发表重要讲话。他强调，改革是一场革命，必须有坚忍不拔的毅力，以真抓促落实、以实干求实效[63]。

## 7月24日
- 中华人民共和国外交部部长王毅出席在老挝万象举行的中国-东盟（10+1）外长会、东盟与中日韩（10+3）外长会、东亚峰会（EAS）外长会和东盟地区论坛（ARF）外长会[64]

## 7月25日
- 国家主席习近平在人民大会堂会见世界卫生组织总干事陈冯富珍[65]。
- 2017年“东亚文化之都”评选活动终审工作7月25日在京举行。经评审委员会评审，长沙市当选2017年“东亚文化之都”[66][67]。
- 浙江大学原副校长褚健的辩护人、北京泽博律师事务所律师周泽，向湖州市中级人民法院提交了《取保候审申请书》，申请对褚健取保候审[68]。
- 前中共中央政治局委员、中央军委副主席郭伯雄因受贿罪一审被判处无期徒刑，剥夺上将军衔，郭伯雄本人当庭表示不上诉[69]。

## 7月26日
- 中共中央政治局7月26日召开会议，决定2016年10月在北京召开中国共产党第十八届中央委员会第六次全体会议[70]。
- 下午，中共中央政治局就深化国防和军队改革进行第三十四次集体学习。中共中央总书记习近平在主持学习时强调，深化国防和军队改革是一场整体性、革命性变革；中央军委深化国防和军队改革领导小组专家咨询组副组长蔡红硕主讲[71][72]。
- 湖北武汉男子离家前往云南大理旅游，因滋事后派出所内接受审讯时死亡，遭工作人员踩脚背、踢双腿、扣头盔，并用胳膊肘按压其肩、头。[73]
- 中国警察被要求自觉接受监督，习惯在镜头下执法。公安部举办全国公安机关规范执法视频演示培训会，对全国百万民警进行集中培训。便衣民警应主动出示警察证，着装民警可不出示，但在执法对象要求时应出示。如果没有随身携带居民身份证，可以提供机动车驾驶证、护照等有效证件证明身份，也可以报出自己的公民身份证号码、姓名等提供民警查验。而如果执法对象或其亲友拖拽、缠抱民警，可采取拉肘别臂等相对安全的控制动作，避免拳击、抓头发、扭脖子等危险动作；也可在其他民警协助下，合力将其分离；必要时可依法使用催泪喷射器等警械。经劝导无效拒不停止的，依法强制带离。[74]
- 拍民警执法配文“有味咧，一群土匪。” 宁乡男子被拘12天。7月21日，回龙铺派出所万寿山社区民警对一家无证经营的旅社进行取缔，并联系城管部门联合执法，对该无证旅社室外灯箱进行拆除。拆除过程中，旅社老板的女儿吴湘桂(化名)上前强行抢夺城管队员手中的拆除工具(长把刀)。因吴湘桂情绪十分激动，场面一度僵持。正在警方劝说吴湘桂的过程中，这名青年男子已拍摄了一段小视频发布在朋友圈内，而他配上的文字是：“有味咧，一群土匪。”[75]
- 湖北武汉男子离家前往云南大理旅游，因滋事后派出所内接受审讯时死亡,遭工作人员踩脚背、踢双腿、扣头盔，并用胳膊肘按压其肩、头。[73]

## 7月27日
- 哈尔滨一国际幼儿园吃发霉大米，幼儿园还是无证办园一年园费8万。有学生家长在朋友圈称，自家的孩子近期出现腹痛和流鼻血等症状，怀疑与食用幼儿园的发霉大米等食物有关。27日晚，南岗区教育局上述工作人员表示，南岗区副区长以及教育局工作人员正在幼儿园处理，对于家属质疑幼儿园无证办学，其表示正在调查中，有结果会通报。截至澎湃新闻发稿，尚未收到相关通报。[76]

## 7月28日
- 上午，正阳县瓜贩张国友与4名城管人员发生冲突，张捅了其中一名城管李伟4刀。李伟不治身亡，张国友被警方控制。[77]

## 7月29日
- 全国双拥模范城（县）命名暨双拥模范单位和个人表彰大会在京举行[78]。